# Divina Pastora (Sergipe)
Divina Pastora es un municipio ubicado en el estado brasileño de Sergipe. Sus habitantes fueron 3.655 en 2005; y su área es de 92 km².

## Historia
El municipio de Divina Pastora data de su historia mucho antes del siglo XVIII, habiendo surgido en lo alto de una colina, del entonces conocido pueblo Ladeira. Tuvo su primera sede, la capilla de São Gonçalo, que por una ruina, se convirtió en la Capilla de Jesús, María y José, que, por la misma razón, volvió a su sede original, siendo determinado este último cambio por Decreto de D. João VI en 1813.

## Localización
El municipio se encuentra ubicado en la región oriental de Sergipe, a 39 kilómetros de la ciudad de Aracaju, en la microrregión de Cotinguiba. Aparece en la parte superior la pequeña localidad de Divina Pastora, Terra da Fé, do Petróleo, da Renda Irishe y Chegança São Benedito. Está asentado a 78 metros de altitud, entre cerros y valles.